# 710
Cette page concerne l'année 710  du calendrier julien. Pour l'année 710 av. J.-C., voir 710 av. J.-C.
L'année 710 est une année commune qui commence un mercredi.

## Événements
- 1er mars : le duc de Bétique, Rodéric (Rodrigue), s'empare du pouvoir dans le royaume wisigoth d'Espagne en supplantant Agila (Agila II, l'Akhila des Arabes), fils du roi Wittiza[1]. Agila fuit à Ceuta (Septem) où, sans doute, il sollicite l’aide des musulmans[2].

- Printemps : la capitale du Japon est transférée de Fujiwara-kyō à Heijō-kyō (fin en 794). Début de la période Nara au Japon. Les bâtiments de Fujiwara-kyō sont démontés. Le palais impérial est reconstruit[3]. Le temple familial des Fujiwara Kōfuku-ji est déplacé à Nara[4] par Fujiwara no Fuhito dont l'influence à la cour s'accroit.
- 3 juillet : en Chine, l’impératrice Wei (en) empoisonne son époux Zhongzong pour s’emparer du pouvoir. La famille impériale se révolte sous le commandement du prince Li Longji. Wei est tuée à coups de flèches la nuit du 25 juillet. Ruizong, le père de Li Long-ki est nommé empereur[5].
- Juillet : premier raid des Musulmans du Maghreb en Espagne. Partis de Tanger, 400 hommes débarquent à Tarifa sur des bateaux du comte Julien et pillent le littoral[6].
- 27 octobre : début des invasions musulmanes en Sardaigne[7].

- En Inde, début du règne du roi Pândya Kochadaiyan Ranadhiran (fin en 740). Il conquiert Kongu et vainc les Marathes[8].
- Les T’ou-kiue (Turcs) étendent leur domination sur les Kirghiz, vivant sur le bord du Ienisseï (710-711)[9].
- Fondation à l'est de Tanger de l'émirat de Nekor (ou de Nakur) par le Yémenite Salih ibn Mansur al-Himyari (fin en 1019). Il pratique le commerce maritime[10].

## Naissances en 710
- Fulrad, abbé de Saint-Denis

## Décès en 710
- 9 janvier : Adrien de Cantorbéry, religieux d'origine africaine, réformateur de l'Église d'Angleterre, abbé de Nérida, près de Naples, puis du monastère de Saint-Pierre et de Saint-Paul, près de Cantorbéry (Angleterre).
- Février : Wittiza, roi wisigoth d'Espagne[1].

- Al-Akhtal, poète arabe, entre 705 et 715.
- Tang Zhongzong – (chinois : 唐中宗 ; pinyin : táng zhongzōng, 26 novembre 656 –3 juillet 710) est le quatrième empereur chinois de la dynastie Tang.